# ドライシャンプー
ドライシャンプー（dry shampoo）は、水や湯を使わないシャンプーである。本項では、同じ機能を持つ髪洗い粉についても取り上げる。

## 概説
洗い流さなくてもいいシャンプーであり、エタノールが主成分で消臭殺菌効果のあるもの、爽快感を与える目的でアルコールやペパーミントなどが成分として用いられている。スプレータイプ、泡タイプが手頃な値段で汎用性が高く、ほかにジェルタイプ、粉末タイプなどがある。
多くのドライシャンプーは、病気や怪我による入院、介護される状態にある老人や障害者、または生理の時や、キャンプ・自然災害による被災などで浴室での洗髪ができない時に、頭髪や頭皮を清潔にし、臭いやふけを取り去るのに用いる。
使用方法は、一般的に最も多いスプレータイプの場合、たっぷりとまんべんなく頭皮につけて、タオルでふきとる。
また最近では、毎日髪を洗うと界面活性剤や起泡剤で頭皮がかぶれたり、髪にダメージを受けるなどの理由から、健康や美容用としてオーガニックのドライシャンプーも需要が増えてきており、研究開発・商品化がなされている。

## 髪洗い粉
かつて髪洗い粉（かみあらいこ）として、粘土、デンプン質、ふのり、タンパク質、椿油かす、またアルカリ物質などが使われた。なかでも粘土は安価であるため、一時は市販の8割を占めた。しかし粘土は高級な膠質性のものでないと洗浄力に乏しく、小麦粉のようなデンプン質、ふのり、鶏卵のようなタンパク質と同様に洗浄力がほとんどなかった。このようなもので洗った場合、汚れ、油がよく落ちないうえに、このような物質が地肌に沈積するおそれさえあった。ソーダ灰のようなアルカリ物質で洗った場合は、一部の油は石鹸となりよく乳化し洗浄作用をなすが、頭髪がアルカリのために赤くなったり、切れたりすることがあった。油かすの場合は、頭髪の油は油かすに吸収され、油かす中の椿油は頭髪に移り、洗い上がりの頭髪はしっとりとするが、頭垢、汚れを取るまでにはならなかった。そこで石鹸を混ぜた髪洗い粉が登場した。これは汚れ、ふけを取り、頭髪に対してソーダ灰の時のように有害作用がなかった。しかし石鹸だけで洗うと油が落ちすぎ、石鹸液の加水分解アルカリがあるから、頭髪がきしんだり、赤くなったりした。そこで、硼砂、重曹、コロイド粘土その他の膠質物質などの石鹸のアルカリ度を下げるもので、洗浄力のあるものが配合された。なかには頭髪の栄養をつかさどるとされるもの、殺菌作用があるとされるものが配合されたものもあった。